# 861 Aida
861 Aida, asteroid glavnog pojasa. Otkrio ga je Max Wolf, 22. siječnja 1917.

## Vanjske poveznice
- Minor Planet Center